# Donald Saddler
Donald Edward Saddler (Van Nuys, 24 gennaio 1918 – Englewood, 1º novembre 2014) è stato un coreografo, ballerino e regista teatrale statunitense.

## Biografia
Da adolescente fu messo sotto contratto dalla Metro-Goldwyn-Mayer, per cui danzò nei film Il paradiso delle fanciulle, Rosalie e Il mago di Oz. Saddler fu un membro della prima compagnia dell'American Ballet Theatre, per cui danzò in Giselle, Pillar of Fire e Fancy Free prima di servire in Europa durante la seconda guerra mondiale. Al suo ritorno negli Stati Uniti cominciò a recitare e danzare nei musical di Broadway, prima di cominciare a coreografare commedie musicali. Nel 1953 coreografò la produzione originale di Wonderful Town, per cui vinse il Tony Award alle migliori coreografie. Lavorò a lungo a Broadway, vincendo un secondo Tony Award nel 1981 per le sue coreografie in No, No, Nanette. 